# Туранія
Туранія (італ. Turania) — муніципалітет в Італії, у регіоні Лаціо,  провінція Рієті.
Туранія розташована на відстані близько 55 км на північний схід від Рима, 33 км на південний схід від Рієті.
Населення — 249 осіб (2014).

## Демографія
Населення за роками:

Станом на 1 січня 2023 року в муніципалітеті офіційно проживало 26 іноземців з 6 країн, серед них 23 громадяни країн Євросоюзу та 1 громадянин України.

## Сусідні муніципалітети
- Карсолі
- Коллальто-Сабіно
- Колледжове
- Поццалья-Сабіна
- Віваро-Романо